# ريو تيتا
ريو ريتا (بالإنجليزية: Rio Rita)‏ هو فيلم كوميديا رومانسية، أصدر في سنة 1942. الفيلم من إنتاج مترو غولدوين ماير، ومن توزيع مترو غولدوين ماير، وقد أخرجه إس. سيمون ‏، وكَتَب السيناريو ريتشارد كونيل.

## طاقم التمثيل
- باد أبوت
- جون كارول
- توم كونواي (ممثل)
- كاثرين جرايسون
- لو كوستيلو
- باري نيلسون

## الإنتاج

### التصوير
صوّر الفيلم في كاليفورنيا

## الاستقبال

### الجوائز والترشيحات
الجوائز
الترشيحات

## وصلات خارجية
- ريو تيتا على موقع IMDb (الإنجليزية)
- ريو تيتا على موقع روتن توميتوز (الإنجليزية)
- ريو تيتا على موقع Turner Classic Movies (الإنجليزية)
- ريو تيتا على موقع أول موفي (الإنجليزية)
- ريو تيتا على موقع فيلمافينيتي (الإسبانية)
- ريو تيتا على موقع قاعدة بيانات الأفلام السويدية (السويدية)
- ريو تيتا على موقع قاعدة بيانات الفيلم (الإنجليزية)
- ريو تيتا على موقع ليتربوكسد (الإنجليزية)
- ريو تيتا على موقع كينوبويسك (الروسية)